# Williamson, Arizona
Williamson är en ort (CDP) i Yavapai County, i delstaten Arizona, USA. Enligt United States Census Bureau har orten en folkmängd på 5 438 invånare (2010) och en landarea på 147 km².